# Bicazu Ardelean
Pour les articles homonymes, voir Bicaz.
Bicazu Ardelean (Gyergyóbékás en hongrois) est une commune roumaine du județ de Neamț, dans la région historique de Moldavie et dans la région de développement du Nord-Est.

## Géographie
La commune de Bicazu Ardelean est située dans l'ouest du județ, dans la vallée de la Bicaz entre les Monts Ceahlău au nord et les Monts Tarcăului au sud, à 15 km au sud-est de Bicaz et à 50 km au sud-est de Piatra Neamț, le chef-lieu du județ.
La municipalité est composée des trois villages suivants (population en 1992) :
- Bicazu Ardelean (1 683), siège de la municipalité ;
- Telec (2 123) ;
- Ticoș (348).

## Histoire
La commune de Bicazu Ardelean faisait autrefois partie de la principauté de Transylvanie et appartenait donc au Royaume de Hongrie, elle était le village frontière avec le Royaume de Roumanie. En 1918, avec la dislocation de l'Empire austro-hongrois, Bicaz-Chei intègre l'état roumain. Elle est alors détachée du comitat de Ciuc et elle est rattachée au județ de Neamț.

## Politique
| Période                                  | Période  | Identité               | Étiquette     | Qualité |
| ---------------------------------------- | -------- | ---------------------- | ------------- | ------- |
| Les données manquantes sont à compléter. |          |                        |               |         |
|                                          | 2012     | Gheorghe Tepeș-Bobescu | PSD           |         |
| 2010                                     | En cours | Constantin-Ioan Bârsan | PDL, puis PNL |         |

| Parti | Parti                        | Sièges |
| ----- | ---------------------------- | ------ |
|       | Parti social-démocrate (PSD) | 2      |
|       | Parti national libéral (PNL) | 11     |

## Religions
En 2002, la composition religieuse de la commune était la suivante :
- Chrétiens orthodoxes, 92,43 % ;
- Catholiques grecs, 2,93 % ;
- Baptistes, 2,27 % ;
- Adventistes du septième jour, 1,53 % ;
- Catholiques romains, 0,73 %.

## Démographie
En 1910, Bicazu Ardelean comptait 6 559 Roumains (91,95 %), 495 Hongrois (6,94 %) et 77 Allemands (1,08 %).
En 1930, on dénombrait 4 374 Roumains (94,98 %), 175 Hongrois (3,8 %), 16 Juifs (0,35 %) et 40 Roms (0,87 %).
En 2002, la commune compte 4 219 Roumains (99,76 %). On comptait à cette date 1 748 ménages et 1 762 logements.
| 1850  | 1880  | 1900  | 1910  | 1930  | 1941  | 1956  | 1977  | 1992  |
| ----- | ----- | ----- | ----- | ----- | ----- | ----- | ----- | ----- |
| 2 368 | 3 304 | 6 368 | 7 133 | 4 605 | 9 617 | 4 307 | 4 620 | 4 154 |

| 2002  | 2007  | - | - | - | - | - | - | - |
| ----- | ----- | - | - | - | - | - | - | - |
| 4 229 | 4 126 | - | - | - | - | - | - | - |

## Économie
L'économie de la commune repose sur l'élevage, l'exploitation des forêts et la transformation du bois et l'agro-tourisme.

## Communications

### Routes
Bicazu Ardelean est située sur la route nationale DN12C qui relie Bicaz et Piatra Neamț avec le județ de Harghita.

## Lieux et monuments
- Parc National de Ceahlău, lieu de randonnées en montagne avec le Mont Highiș (altitude 1 503 m).

- Église en bois St Dimitri (Sf. Dumitru) avec des fresques de 1829.